# Andre Ward
Andre Ward (* 23. Februar 1984 in San Francisco, Kalifornien, Vereinigte Staaten) ist ein ehemaliger US-amerikanischer Profiboxer. Als Amateur gewann Ward die Goldmedaille im Halbschwergewicht bei den Olympischen Spielen 2004 in Athen und ist damit der bislang letzte männliche Boxer aus den USA, der olympisches Gold erreichte (Stand: 2023).
Von 2004 bis 2017 boxte er als Profi und wurde Weltmeister der WBA und WBC im Supermittelgewicht, sowie Weltmeister der WBA, IBF und WBO im Halbschwergewicht. 2011 gewann er das Turnier Super Six World Boxing Classic. Von März 2017 bis zu seinem Rücktritt im September 2017, wurde er vom Ring Magazine als bester Boxer ungeachtet der Gewichtsklassen geführt.

## Amateurlaufbahn
Andre Ward begann im Alter von neun Jahren mit dem Boxen und hatte als Amateur eine Bilanz von 114 (in manchen Quellen 115) Siegen bei nur 5 Niederlagen. Seine letzte Niederlage erlitt er im Jahr 1998. Er gewann unter anderem die US-Meisterschaften 2001 im Mittelgewicht und die US-Meisterschaften 2004 im Halbschwergewicht, wobei er auch die später erfolgreichen Profis Lajuan Simon und Curtis Stevens besiegte.
Ebenfalls 2004 gewann er die US-Olympiaausscheidung und blieb auch in der amerikanischen Qualifikation in Mexiko ungeschlagen. Bei den Olympischen Spielen in Athen schlug er bereits im Achtelfinale den Italiener Clemente Russo (17:9), Weltmeister von 2007 und 2013, sowie olympischer Silbermedaillengewinner von 2008 und 2012. Im Viertelfinale besiegte er den russischen Favoriten Jewgeni Makarenko (23:16), Weltmeister von 2001 und 2003. Im Halbfinalkampf setzte er sich gegen den Usbeken Oʻtkirbek Haydarov (17:15) durch, der 1999 Weltmeister und 2001 Vizeweltmeister geworden war. Er erreichte damit als einziger US-Boxer das Finale, wo er den belarussischen Vizeweltmeister von 2003, Mahamed Aryphadschyjeu (20:13), besiegte und somit Olympiasieger wurde.

## Profikarriere
Andre Ward wechselte noch 2004 ins Profilager und wurde im Laufe seiner Karriere von Goossen Tutor Promotions, Antonio Leonard Promotions und Roc Nation Sports promoted, sowie von James Prince gemanagt und von Virgil Hunter trainiert.
Bis zu seiner ersten WM-Chance gewann er 20 Aufbaukämpfe, davon 14 vorzeitig, und schlug dabei auch Boxer mit positiven Bilanzen wie Roger Cantrell (12-0) und Rubin Williams (29-3). Gegen Darnell Boone erlitt er 2005 seinen ersten Niederschlag als Profi, gewann den Kampf jedoch einstimmig nach Punkten. Zudem sicherte er sich 2008 bzw. 2009 die von Jean Pascal niedergelegten Nordamerikatitel der NABO und NABF, die er im Mai 2009 einstimmig nach Punkten gegen Edison Miranda verteidigte.
Am 21. November 2009 gewann er in der Oracle Arena von Oakland vorzeitig in der elften Runde gegen Mikkel Kessler und sicherte sich damit den WBA-Weltmeistertitel im Supermittelgewicht. Ward beherrschte das Duell mit seiner Geschwindigkeit und seinem Jab, lag auf allen drei Punktzetteln deutlich in Führung und fügte Kessler eine schwere Cutverletzung am linken Auge zu. Nach einem Zusammenprall mit den Köpfen wurde der Kampf schließlich in der vorletzten Runde beendet und Ward nach Auswertung der Punkte zum Sieger erklärt. Er hatte damit den vom Ring Magazine auf Platz 1 der Weltrangliste geführten Dänen klar geschlagen, wobei er selbst nur auf Platz 9 gelistet war. Zudem handelte es sich um Wards ersten Kampf beim Turnier Super Six World Boxing Classic.
Seinen zweiten Turnierkampf gewann er am 19. Juni 2010 in der Oracle Arena einstimmig gegen Allan Green, welcher den aus dem Turnier ausgetretenen Jermain Taylor ersetzt hatte. In seinem nächsten Duell hätte er auf seinen Olympiateamkollegen Andre Dirrell treffen sollen, welcher jedoch aufgrund einer Verletzung nicht mehr an dem Turnier teilnehmen konnte. Ward boxte daraufhin am 27. November 2010 in der Oracle Arena in einer nicht zum Turnier gehörenden WBA-Titelverteidigung gegen Sakio Bika und gewann erneut einstimmig nach Punkten.
Am 14. Mai 2011 gewann er im Home Depot Center von Carson weit überlegen nach Punkten gegen den Deutschen Arthur Abraham und zog damit ins Turnierfinale ein, welches er am 17. Dezember 2011 in der Boardwalk Hall von Atlantic City einstimmig gegen den britischen WBC-Weltmeister Carl Froch gewann. Ward sicherte sich somit den WBC-Titel seines Kontrahenten und den Turniersieg als bester Supermittelgewichtler der Welt, zudem verteidigte er seinen WBA-Titel zum bereits vierten Mal. Für 2011 wurde er unter anderem von ESPN, BWAA, Ring Magazine und Sports Illustrated, zum Boxer des Jahres gewählt.
Am 8. September 2012 siegte Ward in der Oracle Arena durch TKO in der zehnten Runde gegen Chad Dawson, welcher zu diesem Zeitpunkt den WBC-Titel im Halbschwergewicht hielt und für diesen Kampf ins Supermittelgewicht abgestiegen war. Im April 2013 wurde Ward von der WBC der Titel entzogen, da er aufgrund einer Handverletzung bis November 2013 keinen Kampf mehr bestritt. Er wurde jedoch vom Verband zum „Champion in Recess“ erklärt, was ihm die Möglichkeit eines sofortigen Titelkampfes bei Rückkehr in den Ring ermöglicht hätte.
Ward stieg am 16. November 2013 in der Citizens Business Bank Arena im kalifornischen Ontario wieder in den Ring und besiegte den ungeschlagenen Edwin Rodriguez (24-0) einstimmig nach Punkten. Aufgrund eines Rechtsstreits mit seinem Promoter Dan Goossen, bestritt er 2014 keinen Kampf.
Am 20. Juni 2015 schlug Ward den über dem Gewichtslimit liegenden Briten Paul Smith durch TKO in der neunten Runde und legte seinen WBA-Titel im November 2015 nieder, da er sich für einen Wechsel ins Halbschwergewicht entschieden hatte. In der neuen Gewichtsklasse besiegte er 2016 den ungeschlagenen Kubaner Sullivan Barrera und den Kolumbianer Alexander Brand (25-1), womit er sich für einen WM-Kampf qualifizierte.
Am 19. November 2016 traf er in der T-Mobile Arena in Paradise, Nevada auf den unbesiegten russischen WBA/WBO/IBF-Titelträger Sergei Kowaljow und schlug diesen einstimmig nach Punkten, war jedoch in der zweiten Runde einmal am Boden. Am 17. Juni 2017 kam es im Mandalay Bay Events Center von Las Vegas zum Rückkampf um die Titel, wobei sich Ward, nach Punkten führend, durch TKO in der achten Runde durchsetzte. Der Abbruch durch den Ringrichter war jedoch umstritten.
Am 21. September 2017 gab Ward im Alter von 33 Jahren sein Karriereende bekannt.

## Erfolge
- Amateurbilanz: 114 Siege – 5 Niederlagen
- Profibilanz: 32 Siege – 0 Niederlagen

- 2001: US-amerikanischer Amateurmeister im Mittelgewicht
- 2003: US-amerikanischer Amateurmeister im Halbschwergewicht
- 2004: Olympiasieger im Halbschwergewicht

- 20. Juni 2008: Nordamerikanischer Meister der WBO im Supermittelgewicht (2 Titelverteidigungen)
- 6. Februar 2009: Nordamerikanischer Meister der NABF im Supermittelgewicht (1 Titelverteidigung)
- 21. November 2009: Weltmeister der WBA im Supermittelgewicht (6 Titelverteidigungen)
- 17. Dezember 2011: Weltmeister der WBC im Supermittelgewicht (1 Titelverteidigung) und Gesamtsieg des Turniers „Super Six World Boxing Classic“
- 6. August 2016: Internationaler Meister der WBO im Halbschwergewicht
- 19. November 2016: Weltmeister der WBA, IBF und WBO im Halbschwergewicht

## Liste der Profikämpfe
| 32 Siege (16 K.-o.-Siege), 0 Niederlagen, 0 Unentschieden |               |                                                                          | |                                                 |
| Jahr                                                      | Tag           | Ort                                                                      | Gegner | Ergebnis für Ward                               |
| 2004                                                      | 18. Dezember  | Staples Center, Los Angeles, USA                                         | Chris Molina                                                                                                 | Sieg / TKO 2. Runde                             |
| 2005                                                      | 10. Februar   | Palace Indian Gaming Center, Lemoore, USA                                | Kenny Kost                                                                                                   | Punktsieg (einstimmig) / 6 Runden               |
| 2005                                                      | 7. April      | Pechenga Resort & Casino, Temecula, USA                                  | Roy Ashworth                                                                                                 | Sieg / Disqualifikation 3. Runde                |
| 2005                                                      | 18. Juni      | FedEx Forum, Memphis (Tennessee), USA                                    | Ben Aragon                                                                                                   | Sieg / TKO 3. Runde                             |
| 2005                                                      | 18. August    | HP Pavilion at San José, San José (Kalifornien), USA                     | Christopher Holt                                                                                             | Sieg / Aufgabe 3. Runde                         |
| 2005                                                      | 1. Oktober    | Tampa Bay Times Forum, Tampa (Florida), USA                              | Glenn LaPlante                                                                                               | Sieg / KO 1. Runde                              |
| 2005                                                      | 19. November  | Rose Garden Arena, Portland (Oregon), USA                                | Darnell Boone                                                                                                | Punktsieg (einstimmig) / 6 Runden               |
| 2006                                                      | 23. Februar   | Tachi Palace Hotel & Casino, Lemoore, USA                                | Kendall Gould                                                                                                | Punktsieg (einstimmig) / 6 Runden               |
| 2006                                                      | 29. April     | Foxwoods Resort, Connecticut, Vereinigte Staaten                         | Andy Kolle                                                                                                   | Sieg / Aufgabe 6. Runde                         |
| 2006                                                      | 16. November  | HP Pavilion at San José, San José (Kalifornien), USA                     | Derrick Findley                                                                                              | Punktsieg (einstimmig) / 6 Runden               |
| 2007                                                      | 29. März      | HP Pavilion at San José, San José (Kalifornien), USA                     | Julio Jean                                                                                                   | Sieg / TKO 3. Runde                             |
| 2007                                                      | 17. Mai       | Tachi Palace Hotel & Casino, Lemoore, USA                                | Dhafir Smith                                                                                                 | Sieg / TKO 6. Runde                             |
| 2007                                                      | 14. Juli      | Home Depot Center, Carson (Kalifornien), USA                             | Francisco Diaz                                                                                               | Sieg / TKO 3. Runde                             |
| 2007                                                      | 16. November  | Beausejour Cricket Ground, Gros Islet, St. Lucia                         | Roger Cantrell                                                                                               | Sieg / TKO 5. Runde                             |
| 2008                                                      | 20. März      | HP Pavilion at San José, San José (Kalifornien), USA                     | Rubin Williams                                                                                               | Sieg / TKO 7. Runde                             |
| 2008                                                      | 20. Juni      | Royal Watler Cruise Terminal, George Town (Cayman Islands), Kaimaninseln | Jerson Ravelo WBO-NABO-Super Mittelgewicht-Meisterschaft                                                     | Sieg / TKO 8. Runde                             |
| 2008                                                      | 13. Dezember  | Morongo Casino Resort & Spa, Cabazon, USA                                | Esteban Camou                                                                                                | Sieg / TKO 3. Runde                             |
| 2009                                                      | 6. Februar    | Tachi Palace Hotel & Casino, Lemoore, USA                                | Henry Buchanan WBO-NABO-Super Mittelgewicht-Titelverteidigung vakante NABF-Super Mittelgewicht-Meisterschaft | Punktsieg (einstimmig) / 12 Runden              |
| 2009                                                      | 16. Mai       | Oracle Arena, Oakland (Kalifornien), USA                                 | Edison Miranda WBO-NABO-Super Mittelgewicht-Titelverteidigung NABF-Super Mittelgewicht-Titelverteidigung     | Punktsieg (einstimmig) / 12 Runden              |
| 2009                                                      | 12. September | Pechenga Resort & Casino, Temecula, USA                                  | Shelby Pudwill                                                                                               | Sieg / KO 3. Runde                              |
| 2009                                                      | 21. November  | Oracle Arena, Oakland (Kalifornien), USA                                 | Mikkel Kessler WBA-Super Mittelgewicht-Weltmeisterschaft                                                     | Punktsieg (Technische Entscheidung) / 11 Runden |
| 2010                                                      | 19. Juni      | Oracle Arena, Oakland (Kalifornien), USA                                 | Allan Green WBA-Super Mittelgewicht-Titelverteidigung                                                        | Punktsieg (einstimmig) / 12 Runden              |
| 2010                                                      | 27. November  | Oracle Arena, Oakland (Kalifornien), USA                                 | Sakio Bika WBA-Super Mittelgewicht-Titelverteidigung                                                         | Punktsieg (einstimmig) / 12 Runden              |
| 2011                                                      | 14. Mai       | Home Depot Center, Los Angeles, USA                                      | Arthur Abraham WBA-Super Mittelgewicht-Titelverteidigung                                                     | Punktsieg (einstimmig) / 12 Runden              |
| 2011                                                      | 17. Dezember  | Boardwalk Hall, Atlantic City (New Jersey), USA                          | Carl Froch WBA/WBC-Super Mittelgewicht-Titelvereinigung                                                      | Punktsieg (einstimmig) / 12 Runden              |
| 2012                                                      | 8. September  | Oracle Arena, Oakland (Kalifornien), USA                                 | Chad Dawson WBA/WBC-Super Mittelgewicht-Titelverteidigung                                                    | Sieg / TKO 10. Runde                            |
| 2013                                                      | 16. November  | Citizens Business Bank Arena, Ontario (Kalifornien), USA                 | Edwin Rodriguez WBA-Super Mittelgewicht-Titelverteidigung                                                    | Punktsieg (einstimmig) / 12 Runden              |
| 2015                                                      | 20. Juni      | Oracle Arena, Oakland (Kalifornien), USA                                 | Paul Smith                                                                                                   | Sieg / TKO 9. Runde                             |
| 2016                                                      | 26. März      | Oracle Arena, Oakland (Kalifornien), USA                                 | Sullivan Barrera                                                                                             | Punktsieg (einstimmig) / 12 Runden              |
| 2016                                                      | 6. August     | Oracle Arena, Oakland (Kalifornien), USA                                 | Alexander Brand WBO-International Halbschwergewicht-Meisterschaft                                            | Punktsieg (einstimmig) / 12 Runden              |
| 2016                                                      | 19. November  | T-Mobile Arena, Las Vegas (Nevada), USA                                  | Sergei Kowaljow IBF/WBA/WBO-Halbschwergewicht-Weltmeisterschaft                                              | Punktsieg (einstimmig) / 12 Runden              |
| 2017                                                      | 17. Juni      | Mandalay Bay Events Center, Paradise, Nevada, USA                        | Sergei Kowaljow IBF/WBA/WBO-Halbschwergewicht-Titelverteidigung                                              | Sieg / TKO 8. Runde                             |
| (Quelle: Andre Ward in der BoxRec-Datenbank)              |               |                                                                          | |                                                 |